# World League for Freedom and Democracy
Die World Anti-Communist League (WACL) wurde 1966 in Taipeh, Republik China auf Taiwan als Erweiterung der Asian People’s Anti-Communist League (APACL) gegründet. Sie war ein Zusammenschluss politisch rechtsgerichteter und faschistischer Einzelpersonen und Regimes und wurde vor allem von Militärdiktaturen in Ostasien und Lateinamerika unterstützt. Am 23. Juli 1990 wurde sie mit Wirkung zum 1. Januar 1991 auf der 22. Generalversammlung in Brüssel in World League for Freedom and Democracy umbenannt.

## Geschichte
Die Asian People’s Anti-Communist League (APACL, heute als Asian-Pacific League for Freedom and Democracy bekannt) hatte ihre Wurzeln in der China-Lobby, einer Gruppe mit dem Ziel, eine offizielle internationale Anerkennung der chinesischen kommunistischen Regierung zu stoppen. Die China-Lobby hatte Verbindungen zur US-Regierung und CIA, deren Agent Ray Cline die Gruppe bei der Schaffung der Taiwanese Political Warfare Cadres Academy in den späten 1950er Jahren unterstützte.
Die Gründer der APACL waren Mitglieder der Regierungen von Taiwan und Südkorea, darunter Park Chung Hee, später Präsident von Korea, Kodama Yoshio, später als Mitglied der organisierten Kriminalität in Japan identifiziert, Ryoichi Sasakawa, ein japanischer Milliardär und Krimineller, der als Kriegsverbrecher nach dem Zweiten Weltkrieg ins Gefängnis kam, Osami Kuboki, sowie andere Anhänger von Reverend Sun Myung Moon, damaliger Kopf der Unification Church. Elpidio Quirino, vormaliger Präsident der Republik der Philippinen (1948–53), und Rhee Syng-man aus Südkorea waren ebenfalls unter den Gründern der APACL, die schließlich am 15. Juni 1954 in Jinhae, Hauptstadt von Südkorea während der Kriegszeit, etabliert wurde. Die erste Generalkonferenz fand ebenfalls in Jinhae statt, an der sich Vertreter einer Vielzahl von Staaten beteiligte, darunter aus Südvietnam, Thailand, dem US-Besatzungsgebiet der Ryukyu-Inseln sowie den damaligen Kolonien Hongkong und Macau.
Im Jahr 1966 hatte sich die Zahl der Staaten mit Sektionen der APACL in Asien, Australien und Afrika auf 27 erhöht. Auf ihrer 12. Konferenz in Seoul am 3. November 1966 wurde ein fünfzehnköpfiger Ausschuss gebildet, um den Ausbau der Organisation zu diskutieren. Der Ausschuss entschied sich schließlich dafür, eine neue anti-kommunistische Organisation einschließlich der APACL, regionale Organisationen, und eine internationale antikommunistische Organisation zu etablieren. Am 7. November 1966 haben die Delegierten die „Charter of the World Anti-Communist League“ in einer Plenarsitzung adoptiert. Es wurde ebenfalls beschlossen, dass Taiwan für die Organisation der ersten Generalkonferenz sein sollte.
In Europa war die World Anti-Communist League ein Sammelbecken ehemaliger Nazikollaborateure und Faschisten wie Chirila Ciuntu von der rumänischen Eisernen Garde, Jaroslaw Stezko von der ukrainischen OUN und Stejpan Hefer von der kroatischen Ustaša.
Die Charta der World Anti-Communist League (WACL), untergliedert in 8 Abschnitte und 32 Paragraphen, trat am 1. April 1967 in Kraft und definierte die Aufteilung der WACL in sechs regionale Organisationen: Asien (heute Asian Pacific League for Freedom and Democracy), Naher Osten (heute Middle East Solidarity Council), Afrika (heute African Organization for Freedom and Democracy), Europa (heute European Council for World Freedom), Nordamerika (heute North American Federation for Freedom and Democracy) und Lateinamerika (heute Federation of Latin American Democratic Organization). Die Vertreter asiatischer Regionen innerhalb der Organisation waren die Hauptantriebskraft, die Missionen der WACL auf den Weg zu bringen.
An der zwölften Jahrestagung der World Anti-Communist League im April 1979 in Asunción (Paraguay) unter der Diktatur von Alfredo Stroessner nahmen unter anderem teil:
- Blas Piñar von der spanischen rechtsradikalen Partei Fuerza Nova, die für die Ermordung zahlreicher politischer Gegner, darunter das Blutbad von Atocha verantwortlich war.
- Giorgio Almirante (1914–1988), Gründer und Anführer der italienischen neofaschistischen Partei Movimento Sociale Italiano. Ein Mitglied von deren Jugendorganisation hatte einige Jahre zuvor in Zusammenarbeit mit Pinochets Geheimdienst DINA und dem Geheimdienst des Regimes von Francisco Franco einen Mordanschlag auf den ehemaligen chilenischen Bildungsminister und Pinochet-Gegner Bernardo Leighton und dessen Frau in Rom verübt.
- Mario Sandoval Alarcón, Führer der MLN, der Partei der guatemaltekischen Militärjunta, die Todesschwadronen (MANO) institutionalisierte und für zahlreiche politische Morde verantwortlich war.
- Jozo Damjanović, Mitglied der Terrorvereinigung HRB und Mörder von Carlos Abdala, dem uruguaianischen Botschafter in Paraguay.[4]

## Deutschland
Präsident der deutschen Sektion ist seit 2012 Axel Fischer. Die Vizepräsidenten sind Olav Gutting und Andreas Mattfeldt. Josef Rief ist im Finanzvorstand tätig, während Kai Marcus Bickel die Rolle des Schriftführers einnimmt. Beisitzerin im Vorstand ist Anita Schäfer. Die genannten fünf Personen sind allesamt für die CDU Mitglieder des Deutschen Bundestages.

## Prominente Teilnehmer von WACL-Konferenzen
Zu den Teilnehmern der Konferenzen der World Anti-Communist League zählten auch zahlreiche Nazikollaborateure und lateinamerikanische Todesschwadronen. Zu den prominenten Teilnehmern gehören:
- John M. Ashbrook (1928–1982), US-amerikanischer Politiker, vertrat zwischen 1961 und 1982 den Bundesstaat Ohio im US-Repräsentantenhaus
- Heinrich Härtle (1909–1986), nationalsozialistischer Wissenschaftsfunktionär und rechtsextremer Publizist der Bonner Republik
- Jesse Helms (1921–2008), US-amerikanischer Politiker der Republikanischen Partei, war über einen Zeitraum von 30 Jahren Mitglied des Senats der Vereinigten Staaten
- Dsmitryj Kasmowitsch (1909–1991), weißrussischer Polizeichef von Smolensk während der deutschen Besatzungszeit
- Theodor Oberländer (1905–1998), Oberleutnant des Bataillons Nachtigall, in der Bonner Republik Vertriebenenfunktionär
- Horia Sima (1906–1993), Kommandeur der faschistischen und antisemitischen „Eisernen Garde“ in Rumänien
- Jaroslaw Stezko (1912–1986), ukrainischer Nationalist und zeitweiliger Nazikollaborateur
- Alfredo Stroessner (1912–2006), Diktator von Paraguay
- Jorge Rafael Videla (1925–2013), argentinischer General und Diktator Argentiniens von 1976 bis 1981